# Лангфюс, Анна
Анна Лангфюс (фр. Anna Langfus, урождённая Анна-Регина Штернфинкель; 2 января 1920, Люблин, Польша — 12 мая 1966, Гонесс, под Парижем) — французская писательница, прозаик и драматург.

## Биография
Родилась в Польше, единственная дочь в семье еврейского коммерсанта Моше Штернфинкеля и Марии Вайнберг. С пятнадцати лет публиковала рассказы в польских журналах. В 1938 вышла замуж и уехала с мужем в Бельгию, где оба поступили в Высшую политехническую школу г. Вервье (Анна изучала математику). Вернувшись на каникулы к родителям, супруги оказались захвачены Второй мировой войной.
Всю семью перевезли в Варшавское гетто. Анна с мужем пытались бежать, были схвачены, подвергнуты пыткам. Родители и муж Анны погибли, сама она была интернирована в концлагерь под Плоцком, осталась жива.
В 1946 переехала во Францию. Работала в детском доме, преподавала математику в г. Рюэй-Мальмезон (Иль-де-Франс). Вышла замуж и взяла фамилию мужа, родила дочь. Жила в небольшом, бурно строящемся городе Сарсель к северу от Парижа, участвовала в его культурной жизни, в деятельности еврейских организаций.

## Творчество
Романы и пьесы Лангфюс либо напрямую представляют события Холокоста (аресты и уничтожение польских евреев в драме «Прокаженные», 1956, пост. Саша Питоев), либо, как в автобиографическом романе «Соль и сера» (1960), возвращают к нему память героев, которые остались в живых и которых не покидают тени прошлого.

## Произведения

### Романы
- Le Sel et le soufre (1960)
- Les Bagages de sable (1962, Гонкуровская премия)
- Saute, Barbara (1965, экранизация — 1970)

### Драмы
- Les Lépreux (1956)
- Amos ou les fausses espérances (1963)
- Récompense (1968)

## Признание
В 1961 Анна Лангфюс была удостоена Европейской премии Шарля Вейонна. Её произведения переведены на иврит, английский, немецкий, испанский, нидерландский, японский языки.